# Список начальников Генерального штаба Королевства Сербия
Генеральный штаб Королевства Сербия (серб. Генерални штаб Краљевине Србије) — центральный орган военного управления и основной орган оперативного управления сербской королевской армией.
Идея о его создании в Сербском княжестве появилась в 1875 г., когда Общевоенное отделение Военного министерства оказалось загружено текущими задачами и не могло в полной мере отслеживать ситуацию с восстанием в Боснии и Герцеговине и решать вопросы собственно частично мобилизованной сербской армии, размещённой на границе с Османской империей. Поэтому, 21 октября 1875 г. глава военного ведомства принял решение о создании временной Генерально-штабной комиссии, задачей которой было подготовить необходимые материалы для армии и её операций. Комиссию составили наиболее способные офицеры, возглавил её личный адъютант князя Милана Обреновича генерал Франтишек Зах.
После провозглашения Сербского княжества Королевством в 1882 г., Генеральный штаб претерпел ряд изменений. Во время Балканских войн и Первой мировой войны он функционировал под названием Штаб Верховного командования. В 1918 г. он стал основой для формирования Генерального штаба Королевства сербов, хорватов и словенцев, позднее переименованного в Королевство Югославия.
За время существования Генерального штаба Королевства Сербия его начальниками или исполняющими обязанности начальника были тринадцать офицеров, в том числе два полковника, восемь генералов и три воеводы.

## Легенда
В списке представлены начальники Генерального штаба Королевства Сербия и исполняющие обязанности начальника с момента его основания. Они располагаются в соответствии с временем их назначения.
Таблица:
- № — номер начальника Генерального штаба в хронологическом порядке;
- Изображение — портрет или фотография;
- Имя — имя начальника на русском языке, в скобках приводится оригинал имени на сербском;
- Годы жизни — время жизни начальника Генерального штаба;
- Годы исполнения полномочий — период нахождения на посту начальника Генерального штаба;
- и. о. — исполнение обязанностей начальника Генерального штаба;
- Краткая биография — основные этапы военной карьеры начальника Генерального штаба;
- Пр. — ссылки на источники;

Сортировка может проводиться по любому из выбранных столбцов таблиц.

## Начальники Генерального штаба
| №  | Портрет | Имя                                                      | Годы жизни | Годы исполнения полномочий              | Краткая биография | Пр.                  |
| -- | ------- | -------------------------------------------------------- | ---------- | --------------------------------------- | --- | -------------------- |
| 1  |         | Франтишек Зах серб. Франтишек Зах                        | 1807—1892  | 1876—1877                               | Родился в Оломоуце в 1807 г. Получил юридическое образование в Вене. В 1843 г. прибыл в Сербию, будучи агентом польской эмиграции. Разработал проект офицерской Артиллерийской школы, которую возглавил в 1850 г. Тогда же получил первое военное звание. В 1874 г. стал адъютантом князя Милана Обреновича, в следующем году ему было присвоено звание генерала. В 1876 г. стал первым начальником Главного генерального штаба сербской армии. В 1878 г. вернулся в Чехию. Скончался в Брно в 1892 г.        | [ 4 ] [ 2 ] [ 5 ]    |
| 2  |         | Йован Драгашевич серб. Јован Драгашевић                  | 1836—1915  | 1877—1878 (и. о.)                       | Родился в Пожареваце в 1836 г. В 1855 г. поступил в Артиллерийскую школу. В 1860 г. ему было присвоено первое военное звание. В 1877 г. был назначен исполняющим обязанности начальника Главного генерального штаба. В 1888 г. ушёл на пенсию, тогда же ему было присвоено звание генерала. Кроме военных функций также занимался литературной деятельностью, был редактором ряда журналов и корреспондентом нескольких изданий. Перу Драгашевича принадлежат 20 книг и сборников. Скончался в Нише в 1915 г. | [ 6 ] [ 7 ]          |
| 3  |         | Коста Протич серб. Коста Протић                          | 1831—1892  | 1878—1879 (и. о.)                       | Родился в Пожареваце в 1831 г. В 1848 г. начал военную службу рядовым. В 1850 г. поступил в Артиллерийскую школу. В 1855 г. ему было присвоено звание подпоручика. Военное образование также получил в Германии, практику проходил в Данциге и Льеже. В 1876 г. стал генералом. В 1878—1879 гг. был исполняющим обязанности начальника Генерального штаба. Также был профессором Военной академии, министром строительства и премьер-министром Сербии. Скончался в 1892 г.                                    | [ 8 ] [ 9 ] [ 2 ]    |
| 4  |         | Милойко Лешанин серб. Милојко Лешјанин                   | 1830—1896  | 1879—1880, 1882—1885. 1886—1888         | Родился в селе Лешье в 1830 г. К армии присоединился рядовым в 1849 г. В 1850 г. поступил в Артиллерийскую школу. В 1855 г. ему было присвоено звание подпоручика. Также учился в Германии, где позднее проходил практику. В 1878 г. ему было присвоено звание генерала. Был профессором Военной академии, а также трижды возглавлял Генеральный штаб. Дважды назначался на должность Военного министра. Скончался в Белграде в 1896 г.                                                                       | [ 10 ]               |
| 5  |         | Йован Анджелкович серб. Јован Анђелковић                 | 1840—1885  | 1880—1882 (и. о.)                       | Родился в Белграде в 1840 г. В 1855 г. поступил в Артиллерийскую школу. В 1860 г. после её окончания ему было присвоено звание подпоручика. В 1880—1882 гг. исполнял обязанности начальника Генерального штаба. 1885 г. ему было присвоено звание генерала. Автор ряда книг и статей по военной истории и военной теории. Профессор Военной академии. Скончался в Пльзене в 1885 г. | [ 11 ]               |
| 6  |         | Йован Мишкович серб. Јован Мишковић                      | 1844—1908  | 1888—1890, 1893—1896                    | Родился в Неготине в 1844 г. Военную службу начал в 1860 г., когда поступил в Артиллерийскую школу. В 1865 г. ему было присвоено звание подпоручика. В 1894 г. стал генералом. Дважды был начальником Генерального штаба. Кроме того, был Военным министром и президентом Сербской академии наук и искусств. Автор ряда работ по истории и географии. Основатель военного журнала «Ратник». Скончался в Белграде в 1908 г.                                                                                    | [ 12 ] [ 13 ] [ 14 ] |
| 7  |         | Радомир Путник серб. Радомир Путник                      | 1847—1917  | 1890—1892 (и. о.), 1903—1905, 1908—1914 | Родился в Крагуеваце в 1847 г. В 1861 г. поступил в Военную академию. В 1866 г. ему было присвоено звание подпоручика, в 1905 — генерала, а в 1912 — воеводы. Стал первым офицером сербской армии, получившем этот чин. Несколько раз возглавлял Генеральный штаб и Военное министерство. Был профессором Военной академии. Автор ряда работ по военной теории. Скончался в Ницце в 1917 г. | [ 15 ] [ 2 ] [ 16 ]  |
| 8  |         | Йован Атанацкович серб. Јован Атанацковић                | 1848—1921  | 1897—1898 (и. о.)                       | Родился в Неготине в 1848 г. В 1865 г. поступил в Военную академию, которую окончил через пять лет с присвоением звания подпоручика. В 1897 г. стал генералом. Был профессором Военной академии. Основатель и глава Бюро помощи военнопленным в годы Первой мировой войны. Скончался в Белграде в 1921 г. | [ 17 ] [ 18 ]        |
| 9  |         | Димитрие Цинцар-Маркович серб. Димитрије Цинцар-Марковић | 1849—1903  | 1901—1902                               | Родился в Шабаце в 1849 г. В 1865 г. поступил в Артиллерийскую школу. В 1870 г. ему было присвоено звание подпоручика. В 1897 г. стал генералом. Был профессором Военной академии. Автор ряда работ, в том числе переведённых с других языков, посвящённых военной теории. Погиб во время Майского переворота в Белграде в 1903 г. | [ 19 ]               |
| 10 |         | Светозар Нешич серб. Светозар Нешић                      | 1851—1927  | 1902—1903 (и. о.)                       | Родился в Неготине в 1851 г. В 1869 г. поступил в Артиллерийскую школу. В 1874 г., после её завершения, ему было присвоено звание подпоручика. В 1902—1903 гг. исполнял обязанности начальника Генерального штаба. Был профессором Военной академии. Автор множества статей и шести книг. Скончался в Белграде в 1927 г. | [ 20 ] [ 21 ]        |
| 11 |         | Александар Машин серб. Александар Машин                  | 1857—1910  | 1905—1906 (и. о.)                       | Родился в Белграде в 1857 г. В 1871 г. поступил в Артиллерийскую школу. После обучения был произведён в подпоручики. В 1898 г. ему было присвоено звание полковника. В 1905—1906 гг. исполнял обязанности начальника Генерального штаба. Был профессором Военной академии, в 1903 г. был назначен Министром строительства. Автор ряда статей и переводов, большая часть которых опубликована в журнале «Ратник». Скончался в Белграде в 1910 г.                                                               | [ 22 ]               |
| 12 |         | Петар Бойович серб. Петар Бојовић                        | 1858—1945  | 1906—1908, 1915—1918                    | Родился в селе Мишечиви в 1868 г. В 1875 г. поступил в Артиллерийскую школу. Окончил её через пять лет с присвоением звания подпоручика. Также получил военное образование во Франции. В 1918 году ему было присвоено звание воеводы. Дважды возглавлял Генеральный штаб Сербии; в 1921 году также возглавлял Королевства Сербов, Хорватов и Словенцев. Автор пяти книг и множества статей. Скончался в Белграде в 1945 г.                                                                                    | [ 23 ] [ 24 ] [ 25 ] |
| 13 |         | Живоин Мишич серб. Живојин Мишић                         | 1855—1921  | 1918                                    | Родился в Струганике в 1855 г. В 1874 г. поступил в Артиллерийскую школу, которую, с перерывами во время войн 1876—1878 гг., окончил в 1880 г. Также получил военное образование в Австро-Венгрии. Звание подпоручика ему было присвоено в 1876 г. ещё во время обучения. Генералом стал в 1912 г, а в воеводы произведён в 1914 г. Автор множества статей, опубликованных в журналах «Ратник» и «Српска војска». Скончался в Белграде в 1921 г.                                                              | [ 26 ] [ 27 ] [ 28 ] |